# Рассказчик (Бойцовский клуб)
Рассказчик (англ. The Narrator), он же Тайлер Дёрден (англ. Tyler Durden) — персонаж и главный антигерой романа «Бойцовский клуб» и снятого по его мотивам одноимённого фильма, а также комиксов «Бойцовский клуб 2» и «Бойцовский клуб 3». Рассказчик страдает бессонницей и раздвоением личности и изображается как неназванный человек (указанный в титрах как «Рассказчик») днём, который становится хаотичным и харизматичным Тайлером Дёрденом  в периоды бессонницы ночью.
В 2008 году Тайлер был выбран журналом Empire величайшим киноперсонажем всех времён вскоре после того, как «Бойцовский клуб» был признан читателями Empire десятым величайшим фильмом всех времён.

## Биография

### Романы

#### В погоне за счастьем
Рассказчик впервые появился в семистраничном рассказе в сборнике 1995 года «В погоне за счастьем». Позже эта история стала шестой главой романа «Бойцовский клуб», который Паланик опубликовал в 1996 году.

### Бойцовский клуб
Главный герой работает консультантом по страховым выплатам в компании, занимающейся производством автомобилей. Из-за своей работы он постоянно путешествует по стране. В поездках героя окружают одноразовые вещи и одноразовые люди, целый одноразовый мир. Герой мучится бессонницей, из-за которой уже с трудом откликается на реальность. Несмотря на мучения Рассказчика, доктор не прописывает ему снотворное, а советует просто отдохнуть и посещать группу поддержки для неизлечимо больных, чтобы увидеть, как выглядит настоящее страдание. Главный герой находит, что посещение группы поддержки несколько улучшает его состояние, несмотря на то, что он не является неизлечимо больным.
Взяв отпуск, Рассказчик отправляется на пляж, где встречает странного молодого человека по имени Тайлер Дёрден, который создаёт с помощью брёвен тень гигантской руки, чтобы минуту посидеть рядом с совершенством. Но отдых не помогает и герой снова возвращается к единственному средству, которое спасает его от бессонницы — посещению групп поддержки для умирающих от различных заболеваний. Встречи помогают до тех пор, как их начинает посещать Марла Сингер — девушка, спасающаяся от страха смерти наблюдением за людьми, которые действительно умирают. После появления Марлы группы поддержки перестают помогать и герой снова лишается сна. Возможно, именно Марла напоминает ему, что он — обманщик, который не должен находиться в этой группе. Он начинает ненавидеть Марлу за это. После ссоры они принимают решение посещать разные группы поддержки, чтобы не встречаться друг с другом, однако к Рассказчику снова возвращается бессонница.
Однажды Тайлер надолго исчезает и рассказчик пытается найти его и для этого объезжает несколько городов, где находит другие подпольные клубы, в которых его принимают за Тайлера. После разговора с Марлой, герой осознаёт страшную правду: он и Тайлер — это одно лицо. Тайлер — это альтер эго героя, которое несколько раз брало над ним верх и он не осознавал, что делает (он сам взорвал свою квартиру и сам с собой дрался на стоянке за баром).
Вскоре героя начинает пугать деятельность организации, особенно после того, как во время одной из операций организации погибает Боб — друг Рассказчика, с которым он познакомился, посещая группу поддержки, и герой решает окончательно покончить с организацией.
Неожиданно появляется Тайлер и подтверждает догадки героя. Альтер эго героя планирует взорвать небоскрёб, используя самодельные бомбы, созданные проектом «Разгром»; однако, фактическая цель взрыва — стоящий по соседству национальный музей. Тайлер планирует умереть как мученик во время этого теракта, убив также и Рассказчика. Не осознавая, что Тайлер — часть его разума, герой пытается остановить его от совершения теракта. Через некоторое время он впадает в беспамятство, а когда приходит в себя, то видит, что находится в окружении своих же воспитанников. Здесь же появляется Тайлер, и после непродолжительной беседы герой понимает, что единственный способ остановить его, — это убить самого себя. Герой направляет пистолет себе в рот и стреляет.
Герой не погиб, и попал в психбольницу. Не осознавая этого, герой уверен, что умер и попал в рай. Он встречается с Богом (который описывается, как главврач), а также узнаёт, что теракт не удался. В какой-то момент он видит нескольких боевиков организации, которые выполняют функции служащих и уборщиков. Один из них шепчет герою, что они ждут его возвращения.

#### Бойцовский клуб 2
В сиквеле комиксов «Бойцовский клуб 2» Рассказчик носит имя Себастьян. Действие происходит через десять лет после оригинального романа, Рассказчик изображается как работающий на частного военного подрядчика, в то время как он и Марла женаты и имеют девятилетнего сына по имени Джуниор. После того, как Джуниор погиб в результате пожара в доме, выясняется, что мать и отец Рассказчика погибли в двух других отдельных пожарах. В отличие от фильма, внешность Тайлера основана на личном друге автора, изображённом как имеющий «блондые волосы Иисуса длиной до плеч». Его характер в некоторой степени контролируется с помощью лекарств рассказчика.
«Бойцовский клуб 2» предоставляет новое, совершенно другое объяснение Тайлеру: Рассказчик обнаруживает, что Тайлер — это не просто его собственная разделённая личность, но, по сути, своего рода мем, который может распространяться от одного человека к другому. Нынешний хозяин личности Тайлера Дёрдена наносит ущерб жизни младшего ребёнка с явной целью вызвать стрессовые факторы, которые породят в них новую личность «Тайлера Дёрдена», когда они вырастут, тем самым позволяя Тайлеру Дёрдену достичь своего рода функционального бессмертия. Терапевт Рассказчика собрал это вместе с помощью сеансов гипноза, объяснив ему, что собственный отец и дедушка Рассказчика были хозяевами, и что «Тайлер» также участвовал в формировании жизни Марлы — «разведение их как крупного рогатого скота» в течение нескольких поколений, чтобы Рассказчик и Марла могли, в свою очередь, родить сына, который будет хозяином Тайлера в следующем поколении. Джуниор симулировал свою смерть только в огне, так как его медленно забирают Тайлер Дёрден, как и его отец. Рассказчик должен бежать, чтобы остановить «Тайлера», даже если он не может по-настоящему убить его, не убив ни своего сына, ни себя.

### Фильм
В фильме Дэвида Финчера «Бойцовский клуб», основанном на романе Паланика, Рассказчика играет Эдвард Нортон, а Тайлера — Брэд Питт. Актёры начали подготовку к своим ролям, беря уроки бокса, грэпплинга, тхэквондо и мыла. Питт принял решение посетить стоматолога, чтобы отколоть кусочки передних зубов, чтобы у персонажа Тайлера были несовершенные зубы. Кусочки были восстановлены после завершения производства фильма.
Изображение Рассказчика и Тайлера в фильме похоже на изображение романа, с некоторыми отличиями. В отличие от романа, они встречаются во время полёта на самолёте, а не на обнажённом пляже, и кинематографическое воплощение Тайлера никого не убивает, в отличие от литературной версии. Кроме того, в то время как роман заканчивается рассказчиком в психиатрической больнице, фильм заканчивается Рассказчиком и Марлой в небоскрёбе с видом на горизонт, который взрывается из-за взрывчатки Project Mayhem.
Как и в романе, у Рассказчика нет имени, хотя сценарий называет его «Джек». В то время, как в романе рассказчик называет себя «Джо» из статей Reader’s Digest, экранизация заменяет «Джо» на «Джек».

### Видеоигры
В видеоигре «Fight Club», разработанной Genuine Games и выпущенной Vivendi, Рассказчика озвучивает Дэйв Виттенберг, а Тайлера озвучивает Джошуа Леонард.

## Признание
В 2008 году Тайлер был выбран журналом Empire величайшим киноперсонажем всех времён. Когда список был переделан в 2015 году, он занял восьмое место.